# Alsónána, Tolna
Alsónána  este un sat în districtul Szekszárd, județul Tolna, Ungaria, având o populație de 737 de locuitori (2011). 

## Demografie
Componența etnică a satului Alsónána
     Maghiari (98,34%)
     Necunoscut (1%)
     Germani (0,66%)
     Alții (1%)
Componența confesională a satului Alsónána
     Fără religie (37,58%)
     Romano-catolici (27,41%)
     Reformați (6,78%)
     Luterani (1,22%)
     Necunoscută (26,19%)
     Alte religii (0,81%)
Conform recensământului din 2011, satul Alsónána avea 737 de locuitori. Din punct de vedere etnic, majoritatea locuitorilor (98,34%) erau maghiari. Apartenența etnică nu este cunoscută în cazul a 1,0% din locuitori. Nu există o religie majoritară, locuitorii fiind persoane fără religie (37,58%), romano-catolici (27,41%), reformați (6,78%) și luterani (1,22%). Pentru 26,19% din locuitori nu este cunoscută apartenența confesională.